# Kościół Najświętszej Marii Panny w Grodzisku
Kościół Najświętszej Marii Panny w Grodzisku – zabytkowy Kościół łaciński w przysiółku Grodzisko  w województwie małopolskim, w powiecie krakowskim, w gminie Skała. Znajduje się przy drodze łączącej Sułoszową z Ojcowem, w Ojcowskim Parku Narodowym na wierzchowinie nad widoczną z tej drogi skałą Długą.
Kościół wybudowano na miejscu dawnego klasztoru klarysek, które przeniosły się z niego do Krakowa. Opuszczony klasztor po trzech wiekach uległ całkowitej ruinie. W 1642 r. klaryski wybudowały tutaj kaplicę Wniebowzięcia NMP. W 1677 r. na Grodzisku wybudowano cały kompleks religijny, w skład którego wchodzą:
- kościół pw. Wniebowzięcia NMP,
- pustelnia błogosławionej Salomei,
- groty modlitewne,
- obelisk ze słoniem,
- ogrodzenie z bramkami i rzeźbami,
- dom prebendarza.

Kompleks otoczony jest murem ze skał wapiennych i cegieł. Jest w nim główna, półkulista brama i trzy mniejsze. W mur wkomponowano pięć rzeźb:
- Bolesława Wstydliwego – księcia krakowsko-sandomierskiego,
- świętej Kingi, żony Bolesława Wstydliwego,
- króla Kolomana Halickiego,
- księcia Henryka Brodatego,
- Jadwigi Śląskiej, żony Henryka Brodatego (trzyma miniaturę kościoła)[2].

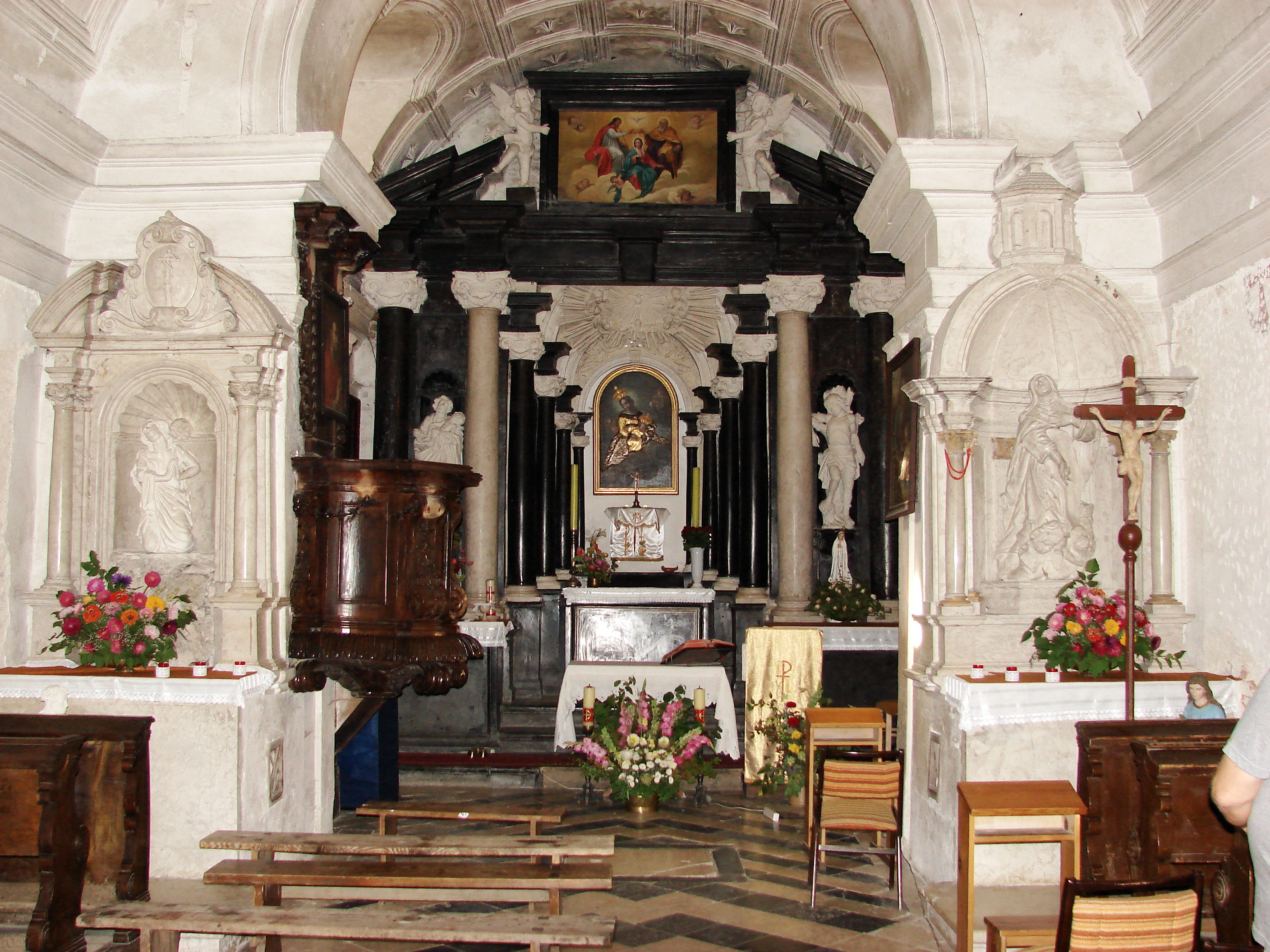
Ołtarz główny
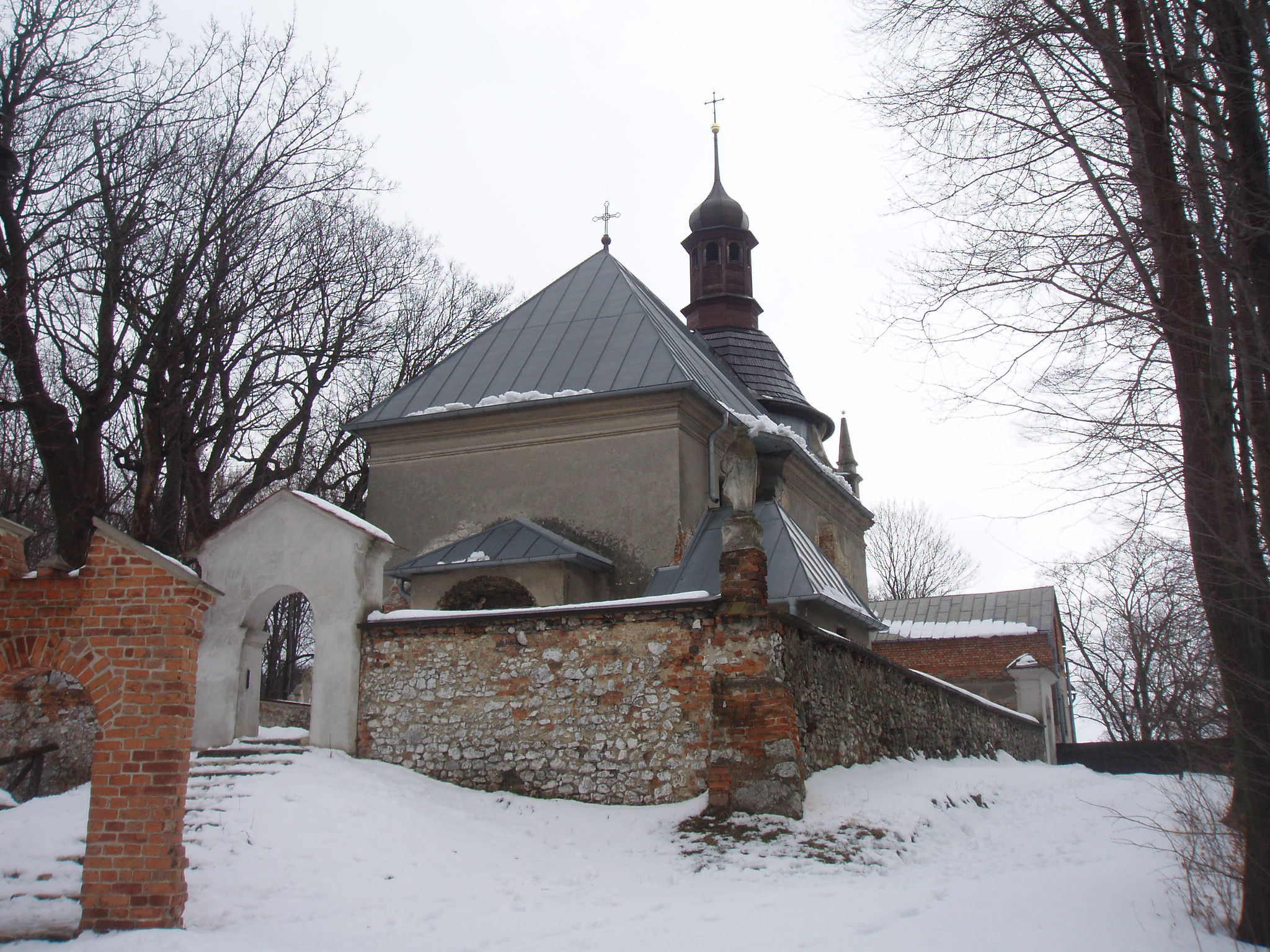
Widok od bramy głównej
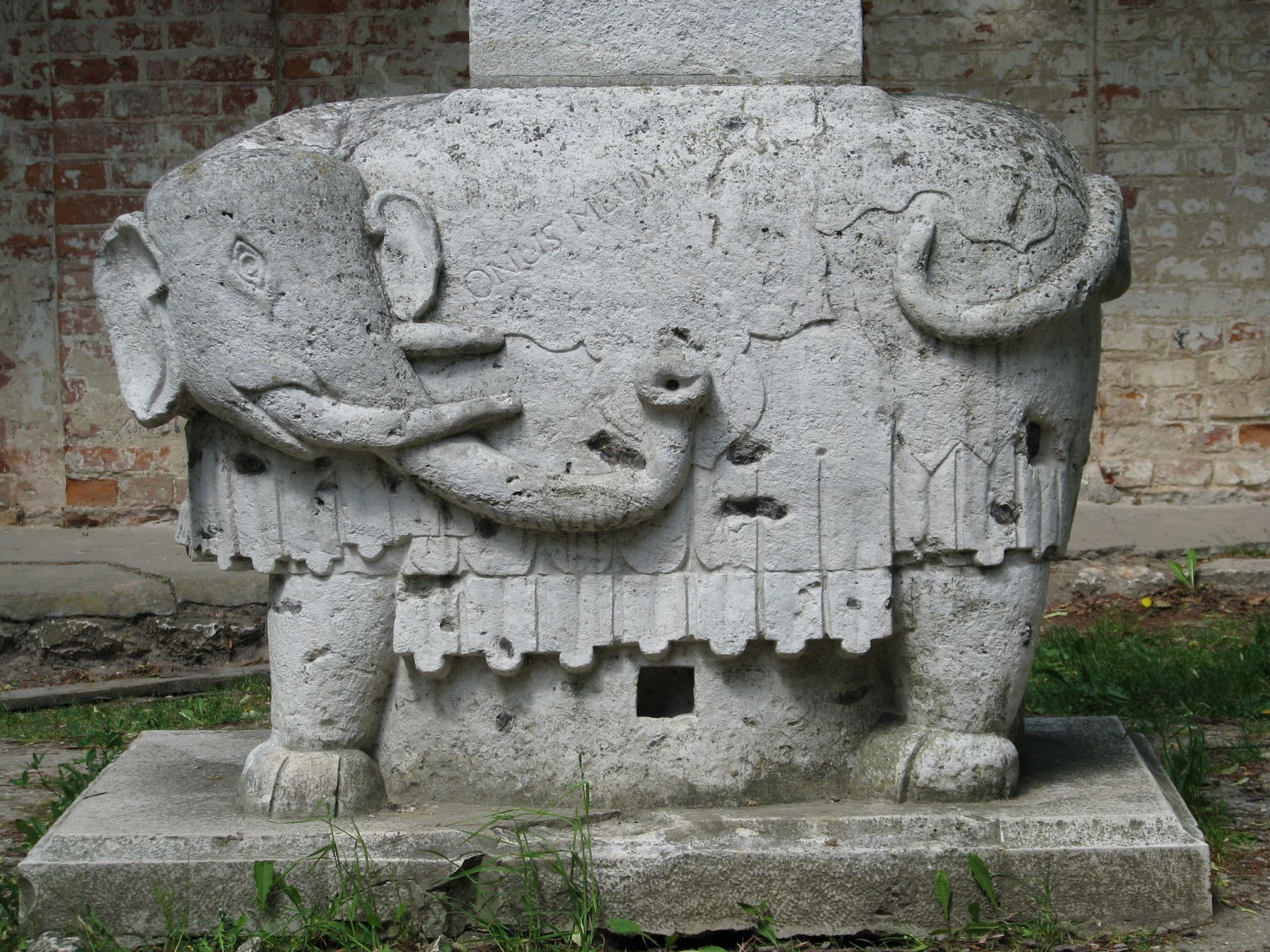
Obelisk ze słoniem
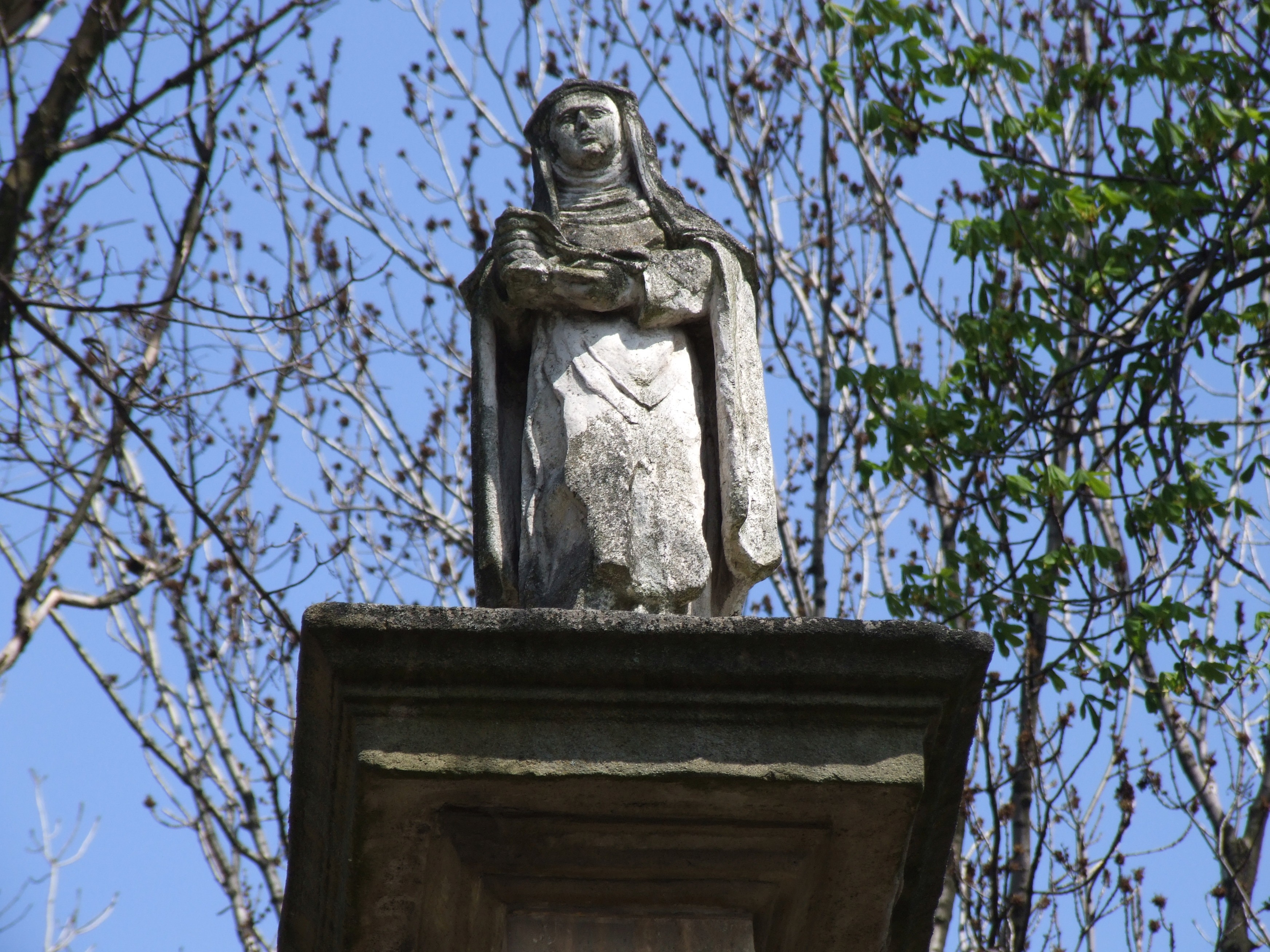
Posąg Jadwigi Śląskiej
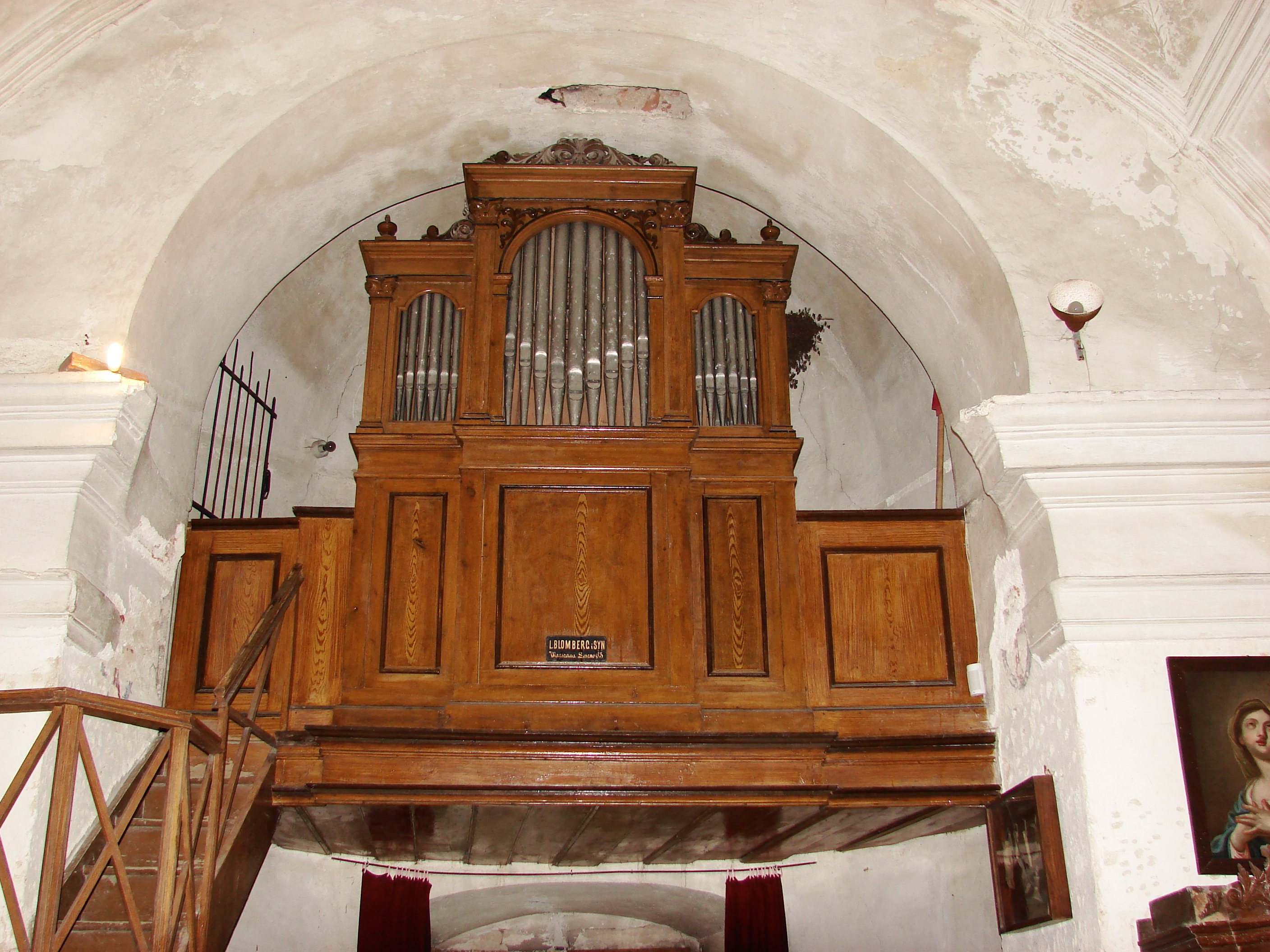
Organy

Jest to murowany kościół wybudowany w stylu barokowym, ale zawiera domieszki innych stylów. Zewnętrzna prostokątna bryła jest w stylu romańskim, sklepienie kolebkowe jest renesansowe z lunetami i dekoracją kasetonową. Wykonany z marmuru trójosiowy ołtarz główny zajmuje całą zachodnią ścianę prezbiterium i sięga aż po sklepienie. Ołtarz ten pochodzi z innego kościoła. Nad jego belkowaniem Franciszek Smuglewicz namalował obraz koronacji NMP.
Górna, drewniana część wieży kościoła w 1939 r. spaliła się. Odbudowano ją w latach 60 XX wieku. Przy zachodniej ścianie prezbiterium wybudowano Grotę Ogrodu Getsemańskiego. Oddzielny budynek prebendarza obecnie (2018 r.) wykorzystywany jest przez ruch oazowy. Granitowy obelisk na grzbiecie słonia wybudowano w 1686 r., w trzy lata po zwycięskiej bitwie pod Wiedniem, w której rozgromiono armię sułtańską. Sylwetkę słonia wykonano z jednego bloku wapienia wzorując się na rzeźbie słonia przed rzymskim kościołem Santa Maria Sopra Minerva.
Obok kościoła biegną dwa główne szlaki Ojcowskiego Parku Narodowego:
 czerwony Szlak Orlich Gniazd, odcinek z Pieskowej Skały Doliną Prądnika do Ojcowa
 niebieski Szlak Warowni Jurajskich, odcinek od Ojcowa Doliną Prądnika do Grodziska